# Edwin McAlpine, Baron McAlpine of Moffat
Robert Edwin McAlpine, Baron McAlpine of Moffat (* 23. April 1907; † 7. Januar 1990) war ein britischer Unternehmer, der 1980 als Life Peer Mitglied des House of Lords wurde.

## Leben

### Herkunft und berufliche Laufbahn
McAlpine war ein Enkel von Robert McAlpine, der 1869 im Alter von 22 Jahren das heutige Ingenieurbüro und Bauunternehmen Sir Robert McAlpine and Sons Ltd begründete und dem am 2. Juli 1918 die erbliche Würde eines Baronet, of Knott Park in the County of Surrey, verliehen wurde. Sein Vater William Hepburn McAlpine war dessen fünftes Kind. Er selbst trat nach dem Besuch der Oundle School, einem bekannten Internat in Oundle, 1925 als Achtzehnjähriger ebenfalls in das Familienunternehmen ein und wurde in den 1950er Jahren einer der Partner.
1955 wurde er stellvertretender Vorstandsvorsitzender sowie 1959 Vorstandsvorsitzender der Nuclear Power Plant Co, für die das Unternehmen Sir Robert McAlpine and Sons Ltd in der Folgezeit sieben Kernkraftwerke in Großbritannien baute. Daneben war McAlpine, der zum 1. Januar 1963 zum Knight Bachelor geschlagen wurde und seither den Namenszusatz „Sir“ führte, zwischen 1963 und 1973 auch Vorstandsvorsitzender von British Nuclear Associates sowie von 1967 bis 1977 des Londoner Luxushotels Dorchester Hotel.

### Oberhausmitglied und Baronet
Durch ein Letters Patent vom 21. Februar 1980 wurde McAlpine gemäß dem Life Peerages Act 1958 mit dem Titel Baron McAlpine of Moffat, of Medmenham in the County of Buckinghamshire, zum Life Peer erhoben. und gehörte bis zu seinem Tod dem House of Lords als Mitglied an. Seine offizielle Einführung ins House of Lords erfolgte am 27. Februar 1980 mit Unterstützung durch William McFadzean, Baron McFadzean und John Hunt, Baron Hunt of Fawley.
Nach dem Tod seines kinderlos verstorbenen älteren Bruders Sir Thomas George Bishop McAlpine, 4. Baronet, am 5. April 1983 erbte McAlpine als dessen Nachfolger auch den Titel des 5. Baronet, of Knott Park in the County of Surrey.

### Familie
Aus seiner am 8. Dezember 1930 geschlossenen Ehe mit Ella Mary Gardner Garnett gingen vier Kinder hervor. Sein ältester Sohn William McAlpine folgte ihm bei seinem Tod als 6. Baronet, während der zweitgeborene Sohn Alistair McAlpine durch ein Letters Patent vom 2. Februar 1984 als Life Peer mit dem Titel Baron McAlpine of West Green, of West Green in the County of Hampshire, ebenfalls Mitglied des House of Lords wurde. 
Seine Tochter Patricia Garnett McAlpine war von 1950 bis 2003 mit Robin Sandbach Borwick verheiratet, einem Sohn von Robert Geoffrey Borwick, 3. Baron Borwick. Aus dieser Ehe gingen drei Kinder hervor, darunter James Borwick, der heutige 5. Baron Borwick.
Der jüngste Sohn David Malcolm McAlpine ist ebenfalls als Direktor von Sir Robert McAlpine and Sons Ltd tätig.